# Álvaro Martins Homem da Câmara
Álvaro Martins Homem da Câmara o Álvaro Martins da Câmara o bien Álvaro II Martins Homem o Álvaro Martins Homem "Neto" o bien Álvaro Martínez Home "el Nieto" (Reino de Portugal, ca. 1489-Praia de la isla Terceira de las Azores, Imperio portugués, 1535) era un noble portugués que al comprometerse con la infanzona Beatriz de Noronha, de ascendencia real portuguesa y navarro-aragonesa-castellana o hispana, se les permitió casarse en la capilla del regio Palacio de Ribeira de Lisboa en 1519 y posteriormente sucedió a su padre como gobernador donatario de la capitanía de Praia en el archipiélago de las Azores, desde 1522 hasta su renuncia a favor del hijo mayor en 1533.

## Biografía hasta la boda en el regio Palacio de Ribeira

### Origen familiar y primeros años

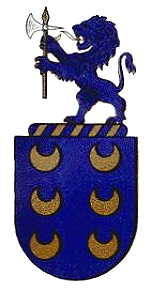
Blasón de la Casa de Homem.

Álvaro Martins Homem da Câmara había nacido hacia 1489 en alguna parte del Reino de Portugal, siendo hijo de Antão Martins Homem (ca. 1462-Praia, e/ el 21 de mayo de 1530 y el 5 de diciembre de 1531), II capitán donatario de Praia desde el 26 de marzo de 1483, y de su esposa Isabel d'Ornelas da Câmara (Praia, ca. 1466-ib., después de 1500), quienes se unieron en matrimonio en 1483.

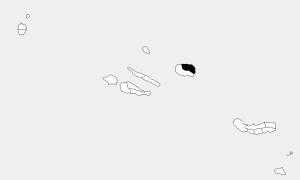
La capitanía de Praia en la isla Terceira de las Azores.

Tenía tres hermanos, una mayor llamada Catarina da Câmara Homem que se matrimonió con el viudo Diogo Paim (su primera esposa había sido la tía materna de Catarina, cuyo nombre era Branca da Câmara, y Diogo era nieto materno de Jácome de Bruges, I gobernador donatario de la isla Terceira).
Los dos hermanos menores eran Domingos Martins Homem da Câmara que se casó con Rosa de Macedo —una hija de José Dutra, II capitán donatario de las islas de Faial y del Pico desde 1495 hasta 1549— y Pedro Álvares da Câmara que fue teólogo, clérigo de la iglesia matriz de Praia y canónigo de la iglesia del Santíssimo Salvador da Sé de Angra.

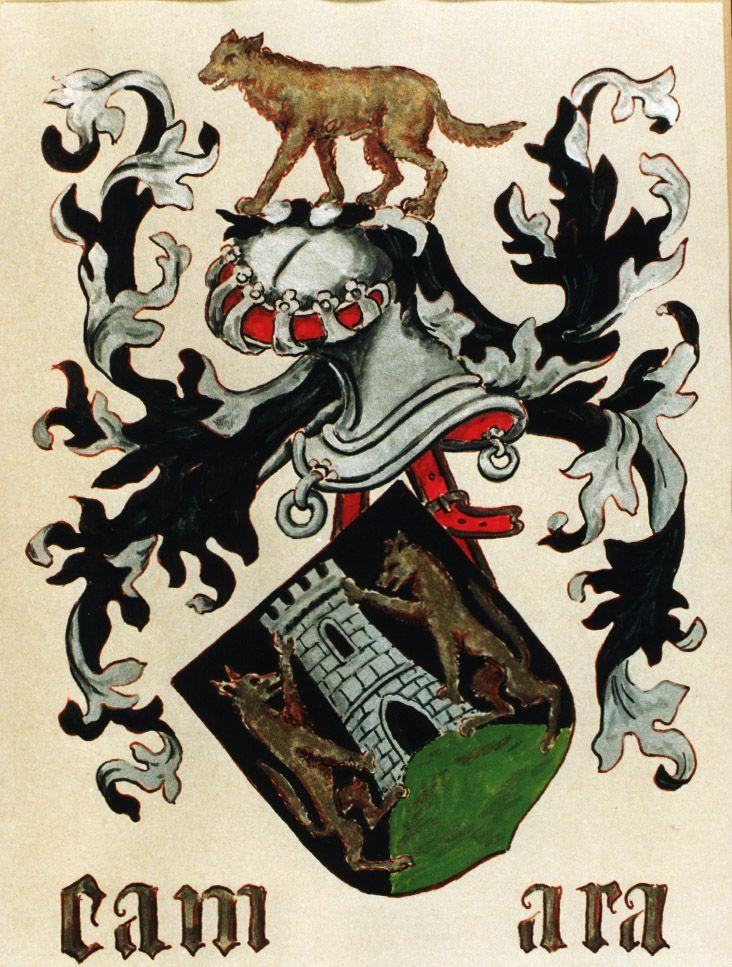
Blasón de la Casa da Câmara.

Era sobrino materno de Branca da Câmara que se casó con el ya citado Diogo Paim, cuyos padres eran Antónia Dias de Arce Bruges y su marido Duarte Paim, y que posteriormente pasaría a ser el cuñado de Álvaro, y una vez que este falleció, pleitearía a su sobrino Antão la sucesión de la capitanía.

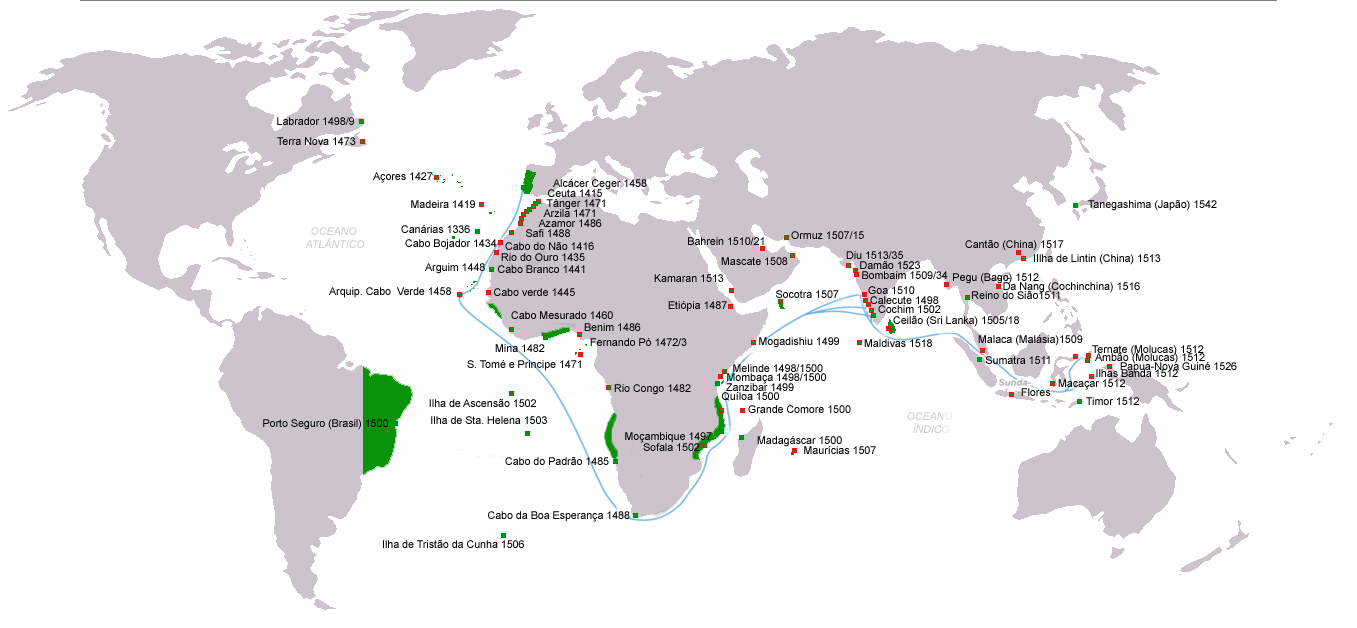
Imperio portugués (1415-1543).

El abuelo paterno era Álvaro Martins Homem, II gobernador donatario de la isla Terceira y I gobernador donatario de la capitanía de Praia, y su cónyuge Ignes Martins Cardoso. Los abuelos maternos eran Pedro Álvares da Câmara Pedralves (islas Madeira, ca. 1436-isla Terceira, 1499) quien mandó a erguir antes de fallecer la «ermita de Santa Margarida» en Porto Martins y que fuera concluida en 1500, y su esposa Catarina de Ornelas Saavedra.
Era bisnieto materno por la vía femenina de Álvaro de Ornelas Vasconcelos (ca. 1413-costa de Guinea, antes de diciembre de 1482), I capitán donatario nominal de la isla del Pico desde 1460 hasta 1482, y de su esposa Elvira Fernandes de Saavedra, y además, era sobrino bisnieto materno por la vía masculina de João Gonçalves Zarco, I capitán donatario de Funchal desde 1450 hasta 1471 en las islas Madeira, siendo uno de sus descubridores para la Corona portuguesa en 1418.

### Permiso en Lisboa para casarse en el palacio real

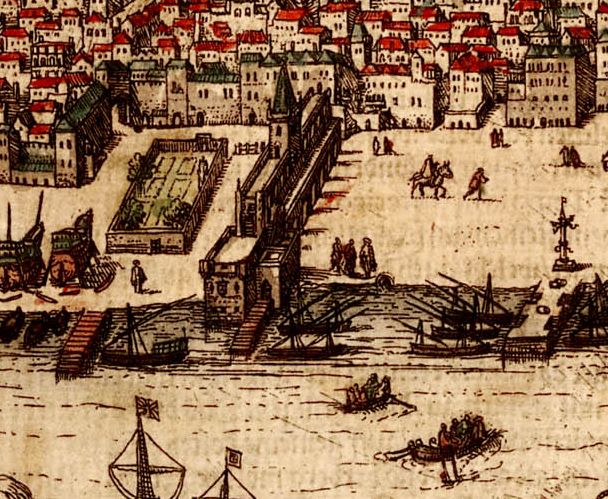
Dibujo del año 1598 del Palacio de Ribeira, el cual está perpendicular al río Tajo, con una torre central y una terraza cercana al río. En el mismo se casaron el tercer donatario y su esposa por ser de ascendencia real.

Al comprometerse Álvaro Martins con la fidalga real Beatriz de Noronha, su pariente el soberano Manuel I de Portugal les permitió casarse en la capilla del regio Palacio de Ribeira de Lisboa el 19 de mayo de 1519. Posteriormente sería la fundadora del convento de Jesús de Praia, en el cual una vez viuda sería cuidada por sus dos hijas monjas y en donde terminaría sus días.

## Gobernador donatario de la capitanía de Praia y deceso

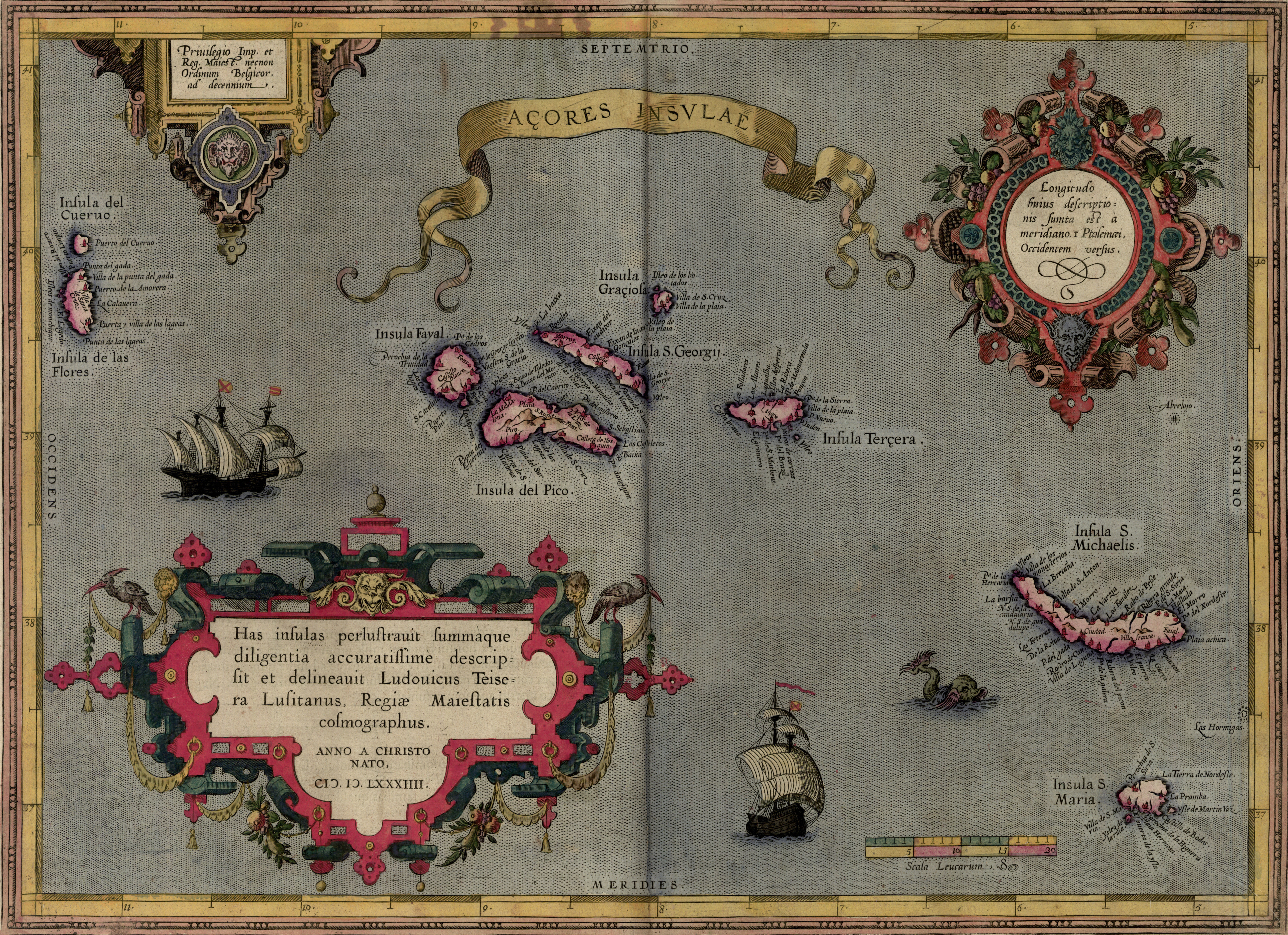
Archipiélago de las Azores con la isla Terceira.

### Herencia de la capitanía, renuncia y sucesión
Álvaro Martins Homem da Câmara fue el heredero de su padre, por lo que pasó a ser el tercer capitán donatario de Praia desde el 10 de octubre de 1522 hasta el 30 de enero de 1533, fecha en que renunció a favor de su hijo Antão.

### Fallecimiento y pleitos judiciales
Finalmente el capitán donatario Álvaro Martins Homem da Câmara fallecería en el año 1535 en Praia, de la isla Terceira del archipiélago de las Azores, las cuales formaban parte del Imperio portugués.
Una vez que su hijo Antão Martins Homem de Noronha había sucedido a su padre y dos años después este falleció, posteriormente su hermano Antônio de Noronha, que había regresado de la India portuguesa con descendientes, además de su tío paterno Domingos Martins Homem da Câmara y el tío político Diogo Paim, le hicieron pleitos judiciales por la sucesión de la capitanía, ya que Antão no tenía hijos varones y las hijas no dejarían descendencia alguna, pero ganaría la querella ante aquellos, confirmándose a Antão como sucesor legítimo de su padre en 1540.

## Matrimonio y descendencia
El noble Álvaro Martins Homem da Câmara se unió en matrimonio en la capilla del citado real Palacio de Ribeira de Lisboa el 19 de mayo de 1519 con la muy joven Beatriz de Noronha Andrada Abreu Eça (islas Madeira, ca.1505-convento de Jesús de Praia, después de 1540), siendo una hija de Juan de Noronha (n. Sevilla, 1481) y de su esposa Inés de Andrada Abreu Eça (n. ca.1492), quienes se matrimoniaron en las islas Madeira.

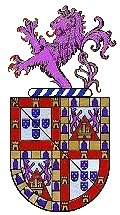
Blasón de la Casa de Noronha.

Beatriz era nieta paterna de Joana Figueira y de su marido el castellano Garci Enríquez de Noroña "el de Sevilla" (n. ib., 1466) —que fuera un sobrino tercero de su homónimo lusitano García de Noronha (n. Lisboa, 1479), III virrey de la India portuguesa desde 1538 a 1540, que eran respectivamente tataranieto y bisnieto de Alfonso Enríquez, conde de Noreña, conde de Gijón y señor de varios feudos, el cual a su vez era medio hermano paterno legitimado del rey Juan I de Castilla, siendo ambos, hijos del soberano Enrique II "el de las Mercedes", de la nueva dinastía Trastámara— y nieta materna de Juan Fernández de Andrada el del Arco o bien João Fernandes de Andrade do Arco (ca.1460-Arco da Calheta, 9 de abril de 1527), cofundador hacia 1490 en las islas Madeira de Arco da Calheta, y de su esposa Beatriz de Abreu Eça Brandão (ca.1479-ib., 1526), la tía tercera del capitán mayor Pedro Álvares Correia de Eça, cuya hija Luisa Grimaldi Correia sería la futura gobernadora donataria del Espíritu Santo en el Gobierno General del Brasil, desde 1589 hasta 1605.
Además su esposa Beatriz de Noronha era bisnieta paterna por la vía masculina de Juan Enríquez de Noroña (n. Sevilla, 1446) —un primo tercero del soberano Enrique IV de Castilla y de ambos Reyes Católicos de la Monarquía Hispánica, y tío tercero del papa Paulo IV, por ser este bisnieto materno de la homónima Beatriz de Noroña enlazada con Rui Vaz Pereira— y de su cónyuge Beatriz de Mirabel, y bisnieta materna por la vía femenina de Ruy Gomes de Abreu Eça, alcaide mayor del castillo de Elvas —primo hermano del capitán Fernando de Eça que se casó con Guiomar Pacheco y primo tercero del rey Juan II y de su hermano sucesor Manuel I de Portugal— y de su esposa Inés de Brandão, y a través de los cuales, era tataranieta paterna de Diego II Enríquez de Noronha (n. Sevilla, 1426), caballero de la Orden de Santiago, comendador de Los Santos y primo segundo del rey Juan II de Castilla, y tataranieta materna de la abadesa Catalina de Eça y de su amante Pedro II Gomes de Abreu, un nieto de su homónimo Pedro Gomes de Abreu.
Y por lo tanto, Beatriz de Noronha era chozna o trastataranieta paterna por la vía masculina del comendador santiaguista Diego Enríquez de Noroña, un primo hermano del rey Enrique III de Castilla, y de su cónyuge y sobrina segunda Beatriz de Guzmán —que a su vez era una medio hermana paterna de Juan Alonso Pérez de Guzmán, I duque de Medina Sidonia, e hijos de Enrique Pérez de Guzmán y Castilla, II conde de Niebla y V señor de Sanlúcar— además de trastataranieta materna de Fernando de Portugal, señor de Eza —un hijo del infante Juan de Portugal, I duque de Valencia de Campos, y de su primera esposa y pariente lejana María Téllez de Meneses, primo segundo paterno de Fadrique Enríquez de Castilla, I duque de Arjona, y nieto paterno del rey Pedro I de Portugal y de Inés de Castro, su mujer— y de su tercera esposa Isabel de Ávalos que era a su vez una hija del hidalgo Pedro López Dávalos y de María de Orozco, señora de Tamajón y Manzaneque, y nieta del II conde Ruy López Dávalos, adelantado mayor de Murcia y II condestable de Castilla, y de su mujer María Gutiérrez de Fontecha.
Del enlace entre Álvaro II Martins Homem y Beatriz de Noronha hubo por lo menos siete hijos:
- Brianda Martins Homem[20] (n. Praia, ca.1518)[3] que fuera monja de la Orden de Santa Clara del actualmente extinto «Convento de Jesús» de Praia, en donde se convirtió en abadesa y cuidó de su madre viuda desde 1535 hasta su fallecimiento.[20]

- Inês Martins Homem[20] (n. ib.,[3] ca.1519) que al igual que su hermana mayor fuera monja y abadesa, ayudando también en los cuidados de su madre.[20]

- Francisca Martins Homem de Noronha y Andrada Abreu Eça[18][20] (n. ib.,[3] ca.1520) era una novicia hacia 1531, al igual que sus hermanas mayores, pero posteriormente dejó los hábitos ya que en 1535 no figuraba con ellas cuidando de su madre viuda en el convento antes citado,[20] y hacia esa fecha se enlazó a muy temprana edad con Leonardo Vaz de Sá (n. ¿Azores?, ca.1503), un hijo de Vasco Anes de Sá (n. Portugal, ca.1465), además de probable sobrino paterno de Catarina Dias Leonardes[d] y de su hermano Lourenço Annes de Sá Leonardes (Ribeira de Frei João de Terceira, ca.1476-isla Terceira, 2 de octubre de 1562),[35] entre otros, y nieto paterno del fidalgo portugués João Leonardes "o Novo" (ca.1430-isla Terceira, 1503), que fue unos de los primeros pobladores de la isla Terceira en 1450, y de su esposa Isabel Gonçalves (ca.1435-1503).[34][e] Fruto del enlace entre Francisca Martins y Leonardo Vaz de Sá solo nació una hija:

- Catarina Vaz de Sá Homem de Noronha (n. ca.1533) que se casó hacia 1546 con su tío segundo Nuno Lourenço Velho Cabral (n. Azores, ca.1519), cuya hermana menor era Briandola Nunes Cabral (n. Azores, ca.1521) —además del primogénito Sebastião (n. ca.1510) y la tercera María Violante (n. ca.1520)— que se enlazó hacia 1540 con Manoel Romero "o Velho" (¿Azores?, ca.1505-Vila do Porto), y los cuatro eran hijos del ya citado Lourenço Annes de Sá Leonardes o bien Lorenzo Anes de Sá y de su esposa Grimaneza Affonso de Mello o Grimaneza Nunes Cabral o bien Grimanesa Núñez Cabral (Vila da Praia, e/ 1481 y 1483-isla Terceira, 1569) —que era una prima tercera del marino fidalgo Pedro Álvares Cabral, descubridor del Brasil en 1500— además de nietos paternos del ya nombrado fidalgo João Leonardes o Novo y de su mujer Isabel Gonçalves, nietos maternos de Nuno Velho Cabral de Travassos e Melo (n. Portugal, ca.1417) y de su cónyuge viuda África Annes Africanes —la cual se había casado en primeras nupcias con Jorge Velho con quien tuvo descendencia, y nuevamente viuda se unió en terceras nupcias con Pedro Annes de Alpoim Pedranes y serían los bisabuelos de Amador Vaz de Alpoim— también eran bisnietos maternos por la vía masculina del escribano-veedor Diogo Gonçalves de Travassos y de su esposa Violante Cabral, sobrinos bisnietos del comendador Gonçalo Velho Cabral, I capitán donatario de las islas Azores desde 1432 —siendo también uno de sus descubridores en dicho año ya que habían sido avistadas en 1427, además de poblador y colonizador de las mismas desde 1439— y tataranietos de Fernão Velho y de su esposa María Álvares Cabral (hermana de Luis que sería el bisabuelo del citado Pedro Álvares Cabral) y también de los fidalgos portugueses Martim Gonçalves de Travassos y de su mujer María Dias de Mello. Del matrimonio entre Catalina y Nuño hubo al menos un hijo:

- Matías Nunes Cabral (n. Azores, ca.1547) que se unió en matrimonio con María Simões de Melo</ref> (Azores, 1541-1631), con quien residió en su quinta «Flor da Rosa» en la isla Santa María de las Azores, siendo una hija ilegítima de Domingos de Melo Coutinho e Carvalho con una tal N. Simões y nieta paterna de Diego de Melo Coutinho (Mêda, Portugal, 1490-Brasil, antes de 1504) —que era el heredero y único hermano fallecido joven de la condesa sucesora Guiomar (1507-Abrantes, 1534) que se casó en 1530 con el infante Fernando de Portugal y Aragón, duque de Guarda y de Trancoso— y de su esposa Juana de Carvalho, y bisnieto paterno por la vía masculina de Francisco de Melo Coutinho, IV conde de Marialva —que a su vez era tío segundo del primer donatario capixaba Vasco Fernandes Coutinho— y de su cónyuge Beatriz de Meneses, II condesa de Loulé. Fruto del matrimonio entre Matías Nunes y María nacieron las hermanas Inés Nunes y Margarita Cabral de Melo que pasarían a la gobernación del Río de la Plata y del Paraguay durante la unión dinástica de Portugal con la Monarquía Hispánica, luego de la victoria española del 26 de julio de 1582 en la batalla de la Isla Terceira al mando de Álvaro de Bazán, para residir en la ciudad de Buenos Aires en 1587 y en 1599, respectivamente.

- Antão Martins Homem de Noronha[7] (n. ib., ca.1521),[3] IV capitán donatario de Praia[4][43] desde el 30 de enero de 1533[7] y confirmado desde 1540 luego de unos pleitos judiciales de su hermano, tío paterno y tío político, que se había casado con Joana de Mendonça[7][43] —o bien, Juana de Mendoza— con quien tuvo varios hijos e hijas fallecidos siendo bebés,[43] sobreviviendo solo tres mujeres,[7][43] una que se casó con Jorge de Noronha pero con quien no tuvo descendencia, otra llamada Clemência Martins Homem de Mendonça quien sería dotada por el rey con el título de V donataria de Praia pero que no quisiera casarse, y la menor Felipa Martins da Câmara que se hiciera monja en Portugal.[43]

- Luis Martins[43] (Praia, ca.1525-India portuguesa, después de 1545) que era soltero.[43]
- Antônio de Noronha[44] (n. ib., ca.1527) que se casó en India portuguesa y dejó allí descendencia femenina y masculina y que retornó a Portugal para reclamar la capitanía[44] pero que finalmente perdería ante su hermano Antão el pleito judicial.
- Brás de Noronha[45] (n. ib., ca.1529)[3] que se hizo sacerdote en Portugal y posteriormente pasó al Gobierno General del Brasil.[45]